# New Ross
New Ross (Ros Mhic Thriúin in irlandese) è una cittadina situata nella parte sudoccidentale della contea di Wexford, nella porzione sudorientale dell'Irlanda.

## Storia
La cittadina si sviluppò attorno al ponte costruito nel 1189 da William Marshal, uno dei capi dell'invasione normanna dell'Irlanda. Il porto ottenne concessioni da Re Giovanni nel 1215 e nuovamente nel 1227, ma successivamente Enrico III ed Edoardo I le revocarono per proteggere e favorire il vicino porto di Waterford. Tuttavia, nel XIII secolo New Ross era il principale porto irlandese. Le restrizioni alla sua attività furono definitivamente rimosse nel XIV secolo da Edoardo II ed Edoardo III.
La cittadina fu investita dalle lotte che si verificarono in Irlanda negli anni quaranta del XVII secolo. Nel 1643 la città resistette all'assedio posto dal duca James Butler, ma successivamente fu presa da Oliver Cromwell, nel 1649.
La cittadina è un importante punto di attraversamento del fiume Barrow, poiché si trova tra l'estuario del fiume e il punto di confluenza tra il fiume Barrow e il fiume Nore. In tale località fu combattuta una delle battaglie più sanguinose della rivolta irlandese del 1798.
La città è anche il luogo d’origine della dinastia irlandese-americana dei Kennedy, conosciuta soprattutto in ambito politico.

## Trasporti e collegamenti
La strada che attraversa il fiume Barrow è l'importante N25, che collega Cork, Waterford (18 km da New Ross) e il porto di Rosslare Harbour (distante 40 km da New Ross). 
La cittadina era collegata a Waterford anche da una linea ferroviaria, che però è stata dismessa nel 1963. Sono invece consistenti e frequenti i collegamenti assicurati dalle autocorse gestite da Bus Eirèann con le principali città dell'Irlanda orientale e meridionale.
New Ross è l'unico porto interno d'Irlanda, collocato lungo il fiume Barrow a 32 km dal mare aperto.

## Economia
New Ross rimase una fiorente cittadina portuale fino al diciannovesimo secolo, quando le eccessive ed accresciute dimensioni delle nuove navi impedirono loro di raggiungere il porto: il fiume non è sufficientemente largo e profondo da permettere il loro passaggio, quindi l'attività del porto cominciò a declinare. La cittadina continuò ad essere un luogo di mercato, grazie alla ricca produzione agricola dei dintorni; la vivacità della vita di New Ross è testimoniata anche dall'avere avuto la massima concentrazione di pub per abitante di tutta l'Irlanda. Tuttavia, l'economia locale entrò in crisi negli anni settanta e si riprese solamente nei primi anni novanta, grazie al boom economico che ha investito l'intero Paese. Ora l'economia ha una piccola componente industriale, ma si fonda soprattutto sui servizi, il piccolo commercio e la distribuzione.
Negli anni più recenti a New Ross si sono stabilite molte persone che lavorano a Waterford ma che fanno i pendolari per i costi degli immobili, che sono minori nella cittadina rispetto a Waterford. Si è anche formata una consistente comunità di immigrati, soprattutto polacchi, lettoni, lituani ed estoni, impiegati prevalentemente nell'industria dei trasporti e manifatturiera. A ciò si aggiunge un certo afflusso di turisti, attirati da una ricostruzione di una nave del diciannovesimo secolo usata dagli emigranti (Dunbrody famine ship) e dalle attrazioni legate alla dinastia Kennedy (casa natale, Kennedy Arboretum e JFK festival). Molti turisti sostano a New Ross anche come tappa intermedia tra Dublino e Cork.